# Каршуков Євген Іванович
Євген Іванович Каршуков (біл. Яўген Іванавіч Каршукоў, 1 січня 1932, с. Давидовичі, Калинковицький район, Гомельська область) — білоруський письменник, перекладач.

## Біографія
Народився в сім'ї вчителя. У 1956 р. закінчив факультет журналістики Білоруського державного університету. Працював відповідальним секретарем жовтневої районної газети «Червоний Жовтень» (1956—1958), завідувачем відділу вітковської районної газети «Під ленінським прапором» (1958—1959), редактором багатотиражної газети панчішно-трикотажної фабрики «8 Березня» в Гомелі (1959), старшим редактором на Гомельської студії телебачення (1959—1971). З 1971 р. — завідувач відділу літератури газети «Література і мистецтво», з 1975 р. — заступник головного редактора журналу «Вожык», з 1978 р. працював у апараті СП БРСР. У 1980—1989 рр. — головний редактор видавництва «Юність». З 1989 р. — консультант СП БРСР. Член Спілки письменників СРСР з 1964 р.

## Творчість
Перші оповідання і гуморески надрукував у 1955 р. Автор книг прози «В дорогу» (1963), «Не без того…» (1967), «Зустріч» (1969), «Прощай, компанія!» (1977), «Перед новим роком» (1980), «Лист дружині» (1982), «І наступає день» (1982). Вийшли книги для дітей «Змовники» (1975) і «Послання нащадкам» (1987).
Перевів зі словацької мови збірки оповідань «Останній вересневий день» (1982), «Розбуджений голос» (1988), роман Р. Моріц «Вибух» (1984). Перекладає також з російської, української і польської мов.